# Rūdiškės
Rūdiškės (ryska: Рудишкес) är en ort i Litauen.   Den ligger i kommunen Trakai och länet Vilnius län, i den sydöstra delen av landet, 30 km sydväst om huvudstaden Vilnius. Rūdiškės ligger 157 meter över havet och antalet invånare är 2 616.
Terrängen runt Rūdiškės är platt. Runt Rūdiškės är det ganska glesbefolkat, med 36 invånare per kvadratkilometer. Närmaste större samhälle är Trakai, 14,9 km norr om Rūdiškės. I omgivningarna runt Rūdiškės växer i huvudsak blandskog.